# Maria Mathis
Maria Mathis (* 13. Dezember 1967 in Ried im Innkreis) ist eine österreichische Fernsehmoderatorin und Sängerin der Volkstümlichen Musik.

## Leben und Tätigkeit
Maria Mathis stand bereits als Siebenjährige auf der Bühne. Später trat sie mit ihrer Schwester als Inge und Mari bzw. mit ihrem Bruder als Schari und Wari auf und erlangte vor allem in den 1980er- und 1990er-Jahren auf dem volkstümlichen Sektor einen gewissen Bekanntheitsgrad. Ihren Durchbruch schaffte sie 1988 als Sängerin der Band Edelweiss mit dem Titel Bring Me Edelweiss, mit dem sie auch international bekannt wurde. Der Titel war in mehreren Ländern auf Platz 1 der Charts.
1989 trat sie mit ihrem Bruder als Duo Schari und Wari beim Grand Prix der Volksmusik an. Ihr Titel So wia’st bist, bist grad recht kam auf Platz 8 der deutschen Vorentscheidung. Mit ihrer Schwester Inge verpasste sie bei der österreichischen Vorentscheidung zum Grand Prix der Volksmusik 1995 mit Ein Küsschen in Ehren  das Finale.
Nach der Geburt ihres Sohnes machte Maria Mathis eine künstlerische Pause, bevor sie 2001 mit dem Titel Feuer in der Nacht ein Comeback einleitete. Sie war in verschiedenen Fernsehshows zu sehen und übernahm Moderationen in Rundfunk und Fernsehen, so zum Beispiel die Sendung Wenn die Musi spielt im ORF. Anschließend war sie bei Fernsehsendern wie Tele 5 oder TM3 tätig. Außerdem arbeitete sie über mehrere Jahre beim Sender 9Live.

## Lieder
Edelweiss
- Bring me Edelweiss 1988
- Raumschiff Edelweiss 1992

Schari und Wari
- So wia'st bist, bist grad recht 1988
- Mi hat's dawischt 1992

Inge und Maria
- Wo der Wildbach rauscht 1988
- Fahr nicht schneller als dein Schutzengel fliegt 1990
- Im Tal da sind die Räuber 1990
- I wünsch mir a bisserl Herz 1994
- Ein Küßchen in Ehren 1995

Maria Mathis
- Feuer in der Nacht 2000
- Mach mich Schwach 2004

## Diskografie
- 1996: Dir ganz nah
- 1998: Erinnerungen
- 2000: Ich Glaube...
- 2002: Feuer in der Nacht (Kompilation)